# 安家庄乡
安家庄乡，是中华人民共和国山西省吕梁市临县下辖的一个乡镇级行政单位。

## 行政区划
安家庄乡下辖以下地区：
安家庄村、孝长村、康家坪村、上墕村、化成村、后山村、朱家沟村、王家沟村、李家沟村、冯家会村、后井头村、康家岭村、前南沟村、前岭西村、后南沟村、杜家塔村、问家山村、武家湾村、高家峁村和曹家岔村。